# François Kamano
Pour les articles homonymes, voir Kamano.
François Kamano, né le 2 mai 1996 à Conakry en Guinée, est un footballeur international guinéen. Il évolue au poste d'ailier gauche au Damac FC.

## Biographie
François Kamano est flamboyant avec le Satellite FC de Guinée lors de la saison 2012-2013 et au début de la saison 2013-2014.

### SC Bastia (2014-2016)
Kamano rejoint l'équipe B du SC Bastia en janvier 2014.
En juillet 2014, après avoir effectué des essais à l'AIK Solna, à Villarreal et au Stade Rennais, il signe un contrat de quatre ans au SC Bastia.
Il fait ses débuts en Ligue 1 le 9 août 2014 lors de la réception de l'Olympique de Marseille, le match se finit sur un nul de 3-3. Il réalise de bonnes performances avec son club, notamment contre l'AS Monaco et le Stade Rennais où il effectue une passe décisive dans chacun de ces matchs. Il apporte beaucoup de fluidité et d'agressivité dans le jeu bastiais. Il marque son premier but avec le Sporting Club de Bastia contre le Stade Malherbe de Caen, le 20 décembre 2014. Il commence à s'imposer dans l’effectif bastiais et devient, à 18 ans, l'un des meilleurs joueurs du SC Bastia. Pendant que son équipe nationale est à la Coupe d'Afrique des nations 2015, il se qualifie en finale de la Coupe de la Ligue en éliminant l'AS Monaco lors d'une séance de penalty. Peu après, il marque le deuxième but de sa carrière contre le FC Metz. C'est à la 65e minute, qu'il marque d'un magnifique lobe à 25 mètres du but de Johann Carrasso. À la fin du match, le Sporting Club de Bastia l'emporte 2-0.

### Girondins de Bordeaux (2016-2020)
Le 27 juillet 2016, François Kamano paraphe un contrat de quatre ans (jusqu'en juin 2020), pour une indemnité de transfert évaluée à 2,5 millions d'euros plus bonus.
Sa première saison avec le club au scapulaire est satisfaisante (6 buts pour 4 passes décisives) et il devient une pièce maitresse du 4-3-3 de Jocelyn Gourvennec lors de la seconde partie de saison malgré quelques irrégularités. Le club parvient à se qualifier pour les tours préliminaires de la Ligue Europa en finissant à la 6e place de la Ligue 1.
Il effectue ses premiers matchs en coupe d'Europe lors du 3e tour préliminaire contre le Videoton FC et parvient à délivrer sa première action décisive sur la scène européenne : une passe décisive pour Younousse Sankharé (2-1 pour les Girondins). L'équipe aquitaine se fait éliminer lors du match retour en Hongrie.
Sa saison est en dents de scie : peu en vue lors de la première partie de saison malgré quelques passes décisives et un but lors des premiers matchs, il hausse son niveau à partir du match contre le LOSC (32e journée, 2-1 pour Bordeaux) en inscrivant notamment un doublé et devenant l'un des principaux acteurs de la belle fin de saison et de la qualification devenue inespérée en Ligue Europa.

### Lokomotiv Moscou
Le 17 août 2020, François Kamano s'engage avec le Lokomotiv Moscou. Il joue son premier match sous ses nouvelles couleurs le 23 août en championnat, entrant en jeu en fin de match lors d'une défaite face au FK Spartak Moscou.

### Abha Club
Le 3 août 2023, François Kamano prend la direction de l'Arabie saoudite afin de s'engager en faveur de l'Abha Club. 

### Damac FC
Le 23 août 2024, François Kamano rejoint un autre club d'Arabie saoudite, le Damac FC, pour un contrat d'un an.

### En équipe nationale (depuis 2013)
Kamano est sélectionné à deux reprises avec la Guinée en match amical. Crédité d’un excellent début de saison avec Bastia, club de Ligue 1 en France, François Kamano voit donc ses efforts récompensés. Titulaire 12 fois en 15 matchs avec les Corses depuis le début de la saison, le jeune attaquant guinéen se retrouve nommé dans le groupe de la Guinée par Michel Dessuyer pour disputer la Coupe d'Afrique des nations 2015. Les guinéens iront jusqu'au quarts-de-finales s'inclinant 3-0 face au Ghana. Quatre ans plus tard, il joua la Coupe d'Afrique des nations 2019, sous les ordres du belge Paul Put. Le 23 décembre 2023, il est de retenu dans la liste des vingt-cinq joueurs sélectionnés par Kaba Diawara pour la Coupe d'Afrique des nations 2023.  

## Statistiques

### Statistiques détaillées
| Saison                | Club                  | Championnat           | Championnat | Championnat | Championnat | Coupe nationale | Coupe nationale | Coupe nationale | Coupe de la Ligue | Coupe de la Ligue | Coupe de la Ligue | Compétition(s) continentale(s) | Compétition(s) continentale(s) | Compétition(s) continentale(s) | Compétition(s) continentale(s) | Guinée | Guinée | Guinée | Total | Total | Total |
| Saison                | Club                  | Division              | M.          | B.          | P.d.        | M.              | B.              | P.d.            | M.                | B.                | P.d.              | Comp.                          | M.                             | B.                             | P.d.                           | M.     | B.     | P.d.   | M.    | B.    | P.d.  |
| 2012-2013             | Satellite FC          | D1                    | -           | -           | -           | -               | -               | -               | -                 | -                 | -                 | -                              | -                              | -                              | -                              | 2      | 0      | 0      | 2     | 0     | 0     |
| 2013-2014             | Satellite FC          | D1                    | -           | -           | -           | -               | -               | -               | -                 | -                 | -                 | -                              | -                              | -                              | -                              | -      | -      | -      | 0     | 0     | 0     |
| Sous-total            | Sous-total            | Sous-total            | -           | -           | -           | -               | -               | -               | -                 | -                 | -                 | -                              | -                              | -                              | -                              | 2      | 0      | 0      | 2     | 0     | 0     |
| 2014-2015             | SC Bastia             | Ligue 1               | 24          | 4           | 3           | -               | -               | -               | 2                 | 0                 | 0                 | -                              | -                              | -                              | -                              | 4      | 1      | 0      | 30    | 5     | 3     |
| 2015-2016             | SC Bastia             | Ligue 1               | 23          | 3           | 0           | 1               | 1               | 0               | -                 | -                 | -                 | -                              | -                              | -                              | -                              | 4      | 0      | 0      | 28    | 4     | 0     |
| Sous-total            | Sous-total            | Sous-total            | 47          | 7           | 3           | 1               | 1               | 0               | 2                 | 0                 | 0                 | -                              | -                              | -                              | -                              | 8      | 1      | 0      | 58    | 9     | 3     |
| 2016-2017             | Girondins de Bordeaux | Ligue 1               | 30          | 6           | 4           | 4               | 0               | 0               | 3                 | 2                 | 1                 | -                              | -                              | -                              | -                              | 6      | 2      | 0      | 43    | 10    | 5     |
| 2017-2018             | Girondins de Bordeaux | Ligue 1               | 35          | 8           | 4           | 1               | 0               | 0               | 1                 | 0                 | 0                 | C3                             | 2                              | 0                              | 1                              | 5      | 0      | 2      | 44    | 8     | 7     |
| 2018-2019             | Girondins de Bordeaux | Ligue 1               | 37          | 10          | 1           | 1               | 0               | 0               | 2                 | 0                 | 1                 | C3                             | 11                             | 3                              | 2                              | 8      | 2      | 2      | 59    | 15    | 6     |
| 2019-2020             | Girondins de Bordeaux | Ligue 1               | 11          | 1           | 0           | -               | -               | -               | 1                 | 0                 | 0                 | -                              | -                              | -                              | -                              | 5      | 1      | 0      | 17    | 2     | 0     |
| Sous-total            | Sous-total            | Sous-total            | 113         | 25          | 9           | 6               | 0               | 0               | 7                 | 2                 | 2                 | -                              | 13                             | 3                              | 3                              | 24     | 5      | 4      | 163   | 35    | 18    |
| 2020-2021             | Lokomotiv Moscou      | RPL                   | 25          | 5           | 1           | 4               | 4               | 0               | -                 | -                 | -                 | C1                             | 4                              | 0                              | 0                              | 2      | 0      | 0      | 35    | 9     | 1     |
| 2021-2022             | Lokomotiv Moscou      | RPL                   | 16          | 2           | 1           | 1               | 0               | 0               | -                 | -                 | -                 | C3                             | 4                              | 1                              | 0                              | 3      | 1      | 0      | 24    | 4     | 1     |
| 2022-2023             | Lokomotiv Moscou      | RPL                   | 28          | 3           | 4           | 9               | 3               | 0               | -                 | -                 | -                 | -                              | -                              | -                              | -                              | 4      | 1      | 0      | 41    | 7     | 4     |
| Sous-total            | Sous-total            | Sous-total            | 69          | 10          | 6           | 14              | 7               | 0               | -                 | -                 | -                 | -                              | 8                              | 1                              | 0                              | 9      | 2      | 0      | 100   | 20    | 6     |
| 2023-2024             | Abha Club             | Saoudi Pro League     | 32          | 2           | 1           | 2               | 0               | 1               | -                 | -                 | -                 | -                              | -                              | -                              | -                              | 8      | 0      | 0      | 42    | 2     | 2     |
| 2024-2025             | Damac FC              | Saoudi Pro League     | 30          | 4           | 1           | 1               | 0               | 0               | -                 | -                 | -                 | -                              | -                              | -                              | -                              | 7      | 0      | 0      | 38    | 4     | 1     |
| Total sur la carrière | Total sur la carrière | Total sur la carrière | 291         | 48          | 20          | 24              | 8               | 0               | 9                 | 2                 | 2                 | -                              | 21                             | 4                              | 3                              | 58     | 8      | 4      | 403   | 70    | 29    |

### Buts internationaux
| Buts internationaux de François Kamano | Buts internationaux de François Kamano | Buts internationaux de François Kamano     | Buts internationaux de François Kamano | Buts internationaux de François Kamano | Buts internationaux de François Kamano | Buts internationaux de François Kamano |
| 0                                      | Date                                   | Lieu                                       | Adversaire                             | Score                                  | Résultats                              | Compétitions                           |
| -------------------------------------- | -------------------------------------- | ------------------------------------------ | -------------------------------------- | -------------------------------------- | -------------------------------------- | -------------------------------------- |
| 1                                      | 12 juin 2015                           | Stade Mohammed-V, Casablanca, Maroc        | Eswatini                               | 1-1                                    | 1-1                                    | Qualifications CAN 2017                |
| 2                                      | 24 mars 2017                           | Stade Océane, Le Havre, France             | Gabon                                  | 1-0                                    | 2-2                                    | Match amical                           |
| 3                                      | 28 mars 2017                           | Stade Edmond Machtens, Bruxelles, Belgique | Cameroun                               | 2-1                                    | 2-1                                    | Match amical                           |
| 4                                      | 10 juin 2017                           | Stade de Bouaké, Bouaké, Côte d'Ivoire     | Côte d'Ivoire                          | 2-2                                    | 2-3                                    | Qualifications CAN 2019                |

## Palmarès

### En club
Kamano est finaliste de la Coupe de la Ligue en 2015 avec le SC Bastia, perdue contre le Paris Saint-Germain.
Sous les couleurs du Lokomotiv Moscou, il remporte la Coupe de Russie en 2021 et est finaliste de la Supercoupe de Russie la même année.